# 中北浩爾
中北 浩爾（なかきた こうじ、1968年9月28日 - ）は、日本の政治学者。専門は日本政治史。中央大学法学部教授。英ラウトレッジ"Labor History"誌最優秀論文賞受賞。

## 経歴
三重県生まれ、大分県育ち。東京都立戸山高等学校、東京大学法学部卒業後、1993年同大学大学院法学政治学研究科修士課程修了、1995年に同博士課程中退。1997年東京大学より博士（法学）の学位を取得。
1994年日本学術振興会特別研究員、1995年東京大学法学部附属近代日本法政史料センター助手、1997年同助教授、同年大阪市立大学法学部助教授、2001年立教大学法学部政治学科助教授。ロンドン大学ロンドン・スクール・オブ・エコノミクスサントリー・トヨタ研究所（STICERD）客員研究員を経て、2004年から立教大学法学部政治学科教授。
ハーヴァード大学エドウィン・O・ライシャワー日本研究所客員研究員を経て、2009年イギリス・ラウトレッジ社"Labor History"誌2008年度最優秀論文賞受賞。2011年から一橋大学大学院社会学研究科総合社会科学専攻人間・社会形成研究分野（政治学）教授。
2023年から、茗荷谷キャンパスへと移転した中央大学法学部の教授に着任。
妻は労働経済学を専門とする立教大学経済学部教授の首藤若菜。

## 著書

### 単著
- 『経済復興と戦後政治　―日本社会党 1945-1951年―』東京大学出版会、1998年。ISBN 978-4130360906。
- 『1955年体制の成立』東京大学出版会、2002年。ISBN 978-4130362122。
- 『日本労働政治の国際関係史 1945-1964　―社会民主主義という選択肢―』岩波書店、2008年。ISBN 978-4000242608。
- 『現代日本の政党デモクラシー』岩波新書、2012年。ISBN 978-4004313984。
- 『自民党政治の変容』NHKブックス、2014年。ISBN 978-4140912171。
- 『自民党　―「一強」の実像―』中公新書、2017年。ISBN 978-4121024282。
- 『自公政権とは何か』ちくま新書、2019年。ISBN 978-4480072160。
- 『日本共産党 ―「革命」を夢見た100年 ―』中公新書、2022年。ISBN 978-4121026958。

### 共編著
- （共著：吉田健二）『片山・芦田内閣期経済復興運動資料（全10巻）』日本経済評論社、2001年。
- （編著：日本再建イニシアティブ）『民主党政権 失敗の検証 - 日本政治は何を活かすか』中公新書、2013年。ISBN 978-4121022332。
- （編著：竹内行夫、若月秀和 、蔵前勝久 ）『外交証言録 高度成長期からポスト冷戦期の外交・安全保障――国際秩序の担い手への道』岩波書店、2022年。ISBN 978-4000229784。
- （共著：有田芳生、池田香代子、内田樹、木戸衛一、佐々木寛、 津田大介、中沢けい、浜矩子、古谷経衡）『希望の共産党 期待こめた提案』あけび書房、2023年。ISBN 978-4871542265。

## テレビ出演
- 日曜討論「衆院選　自公2/3維持 日本政治の行方は」（2014年12月21日、NHK）
- 報道1930(不定期)